# Pătârș
Pătârș – wieś w Rumunii, w okręgu Arad, w gminie Ususău. W 2011 roku liczyła 67 mieszkańców. 